# Церковь Усекновения Главы Иоанна Предтечи в Арборе
Церковь Усекновения Главы Иоанна Предтечи, Церковь Арборе (рум. Biserica Tăierea Capului Sfântului Ioan Botezătoru din Arbore) — православная церковь, расположенная на северо-востоке Румынии, в исторической области Буковина. Была построена в 1502 году в деревне Арборе, сейчас это округ Сучава. Церковь Арборе — один из объектов Всемирного наследия ЮНЕСКО в Румынии, входит в список «Церкви исторической области Молдова».

## История создания
Церковь Арборе была построена в начале XVI века, в 1502 году на территории, принадлежавшей Луке Арбору, гетману Стефана Великого. Скорее всего, церковь была задумана как усыпальница семьи Арборе, о чём свидетельствует соответствующая фреска. Посвящение церкви Усекновению главы Иоанна Предтечи оказалось в некоторой степени иронично, потому что спустя 21 год, в 1523 году Луке Арбору и двум его сыновьям отрубят головы по обвинению в измене. Это сделает Стефан IV, внук Стефана Великого и воспитанник Луки. Лука Арборе был сподвижником Стефана III, дипломатом и градоначальником Сучавы. Церковь была построена очень быстро, как уже упоминалось, в 1502 году, за несколько месяцев. Но, как оказалось, без росписей. Внутренние фрески начали создавать сразу же, но закончили только к 1523 году, а наружные были заказаны внучкой Луки, Анной, в 1541 году. Об этом свидетельствует надпись, которая сохранилась на стене церкви. Благодаря ей мы также знаем имя художника (или руководителя мастерской, так как чаще всего в Средние века за такие заказы бралась сразу мастерская) — это Драгосин, сын попа Комана из города Яссы.

## Архитектура и убранство церкви
Церковь Арборе достаточно типична для церквей конца XV — начала XVI века в княжестве Молдавия. Этот стиль молдавской архитектуры зародился во время правления Стефана Великого, именно он начал строить такие монастыри и церкви в честь своих военных побед. Главная особенность стиля — внутренние и наружные фрески, украшающие храмы и архитектурная форма зданий. Все это яркий пример позднего византийского искусства в местной переработке.
Все стены церкви покрыты фресками на различные сюжеты. Что примечательно, есть два изображение Луки Арборе и его семьи. Первое находится в притворе и несёт похоронную функцию, здесь захоронен Лука. Второе же — весьма классическое изображение дарителей на западной стене нефа. Также присутствуют изображения из жизни Иисуса, Страшный суд, изображения святых, есть изображение покровителя церкви — Иоанна Предтечи.

## Современное состояние
В 1993 году церковь Арборе вошла в состав объектов Всемирного наследия ЮНЕСКО вместе с другими 7 церквями исторического региона Молдовия. В 2000-х годах начались реставрационные работы по восстановлению фресок. Особенно пострадали наружные фрески, часть из них были утеряны. В свою очередь, многие фрески были обнаружены и появились вновь. Восстановление не решает главную проблему — сохранение того, что не исчезло за 6 столетий. В настоящее время церковь недействующая.

Изображения
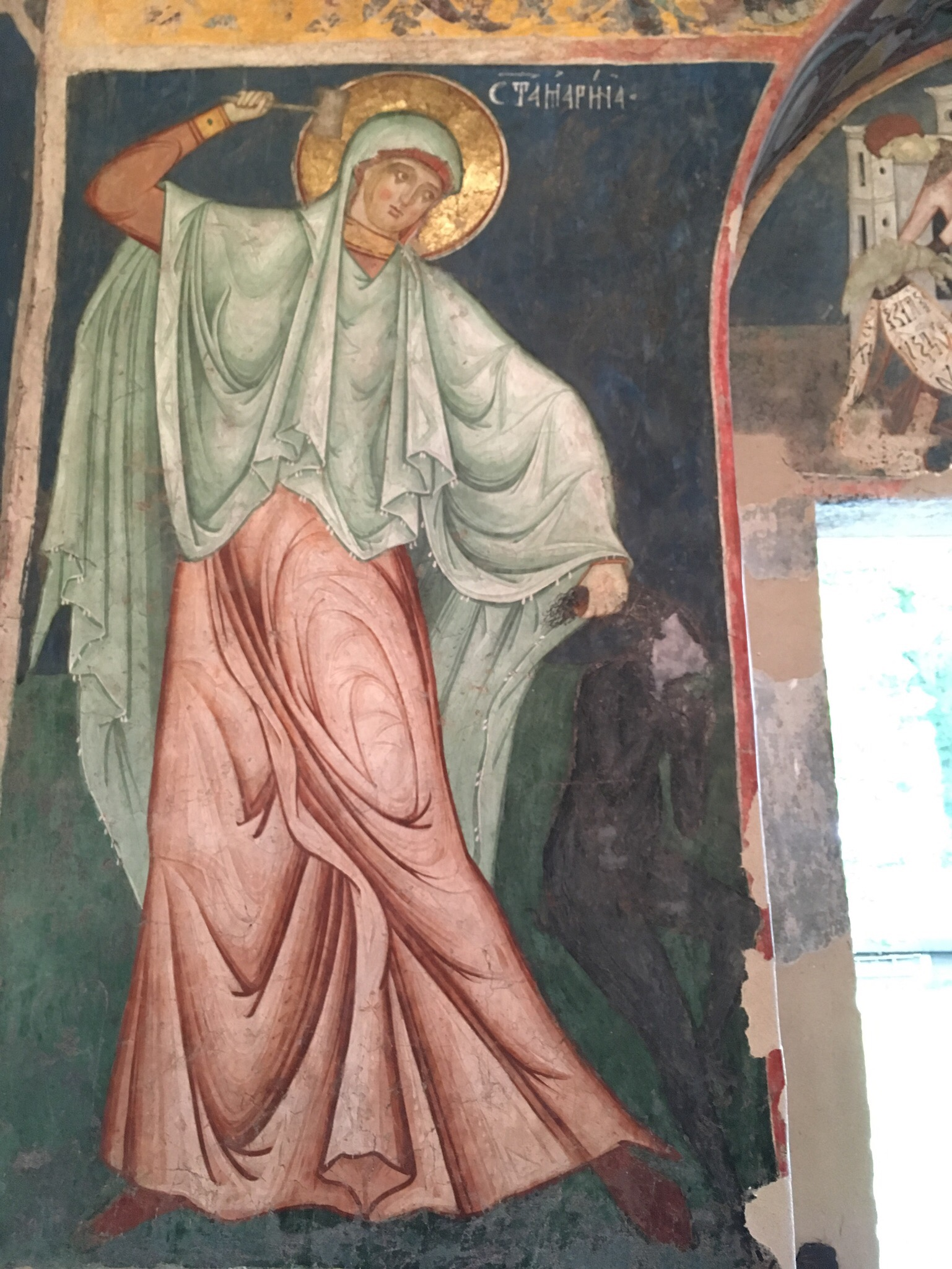
Фрагмент внутренней фрески
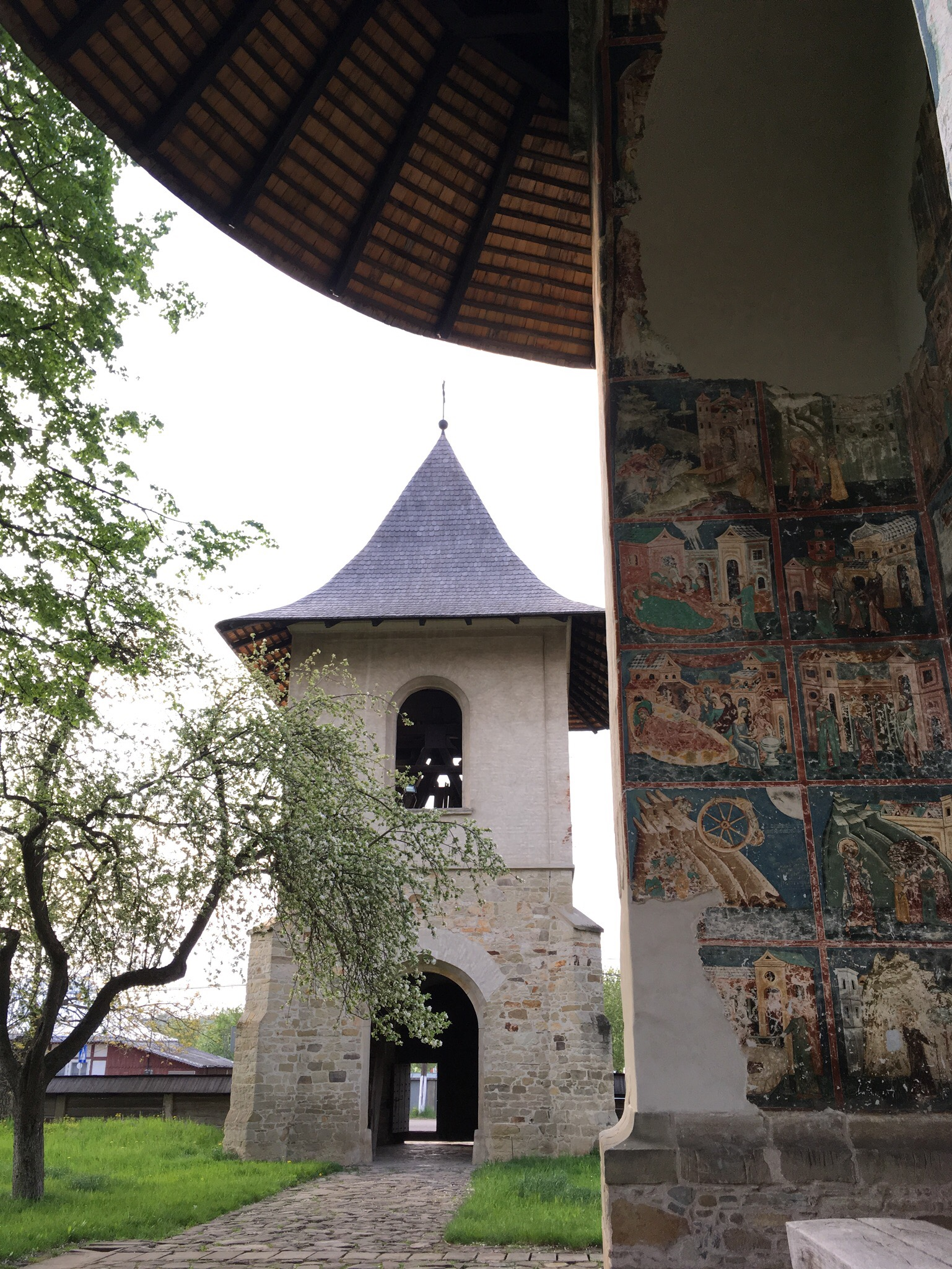
Вид на колокольню
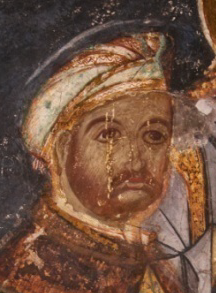
Лука Арборе
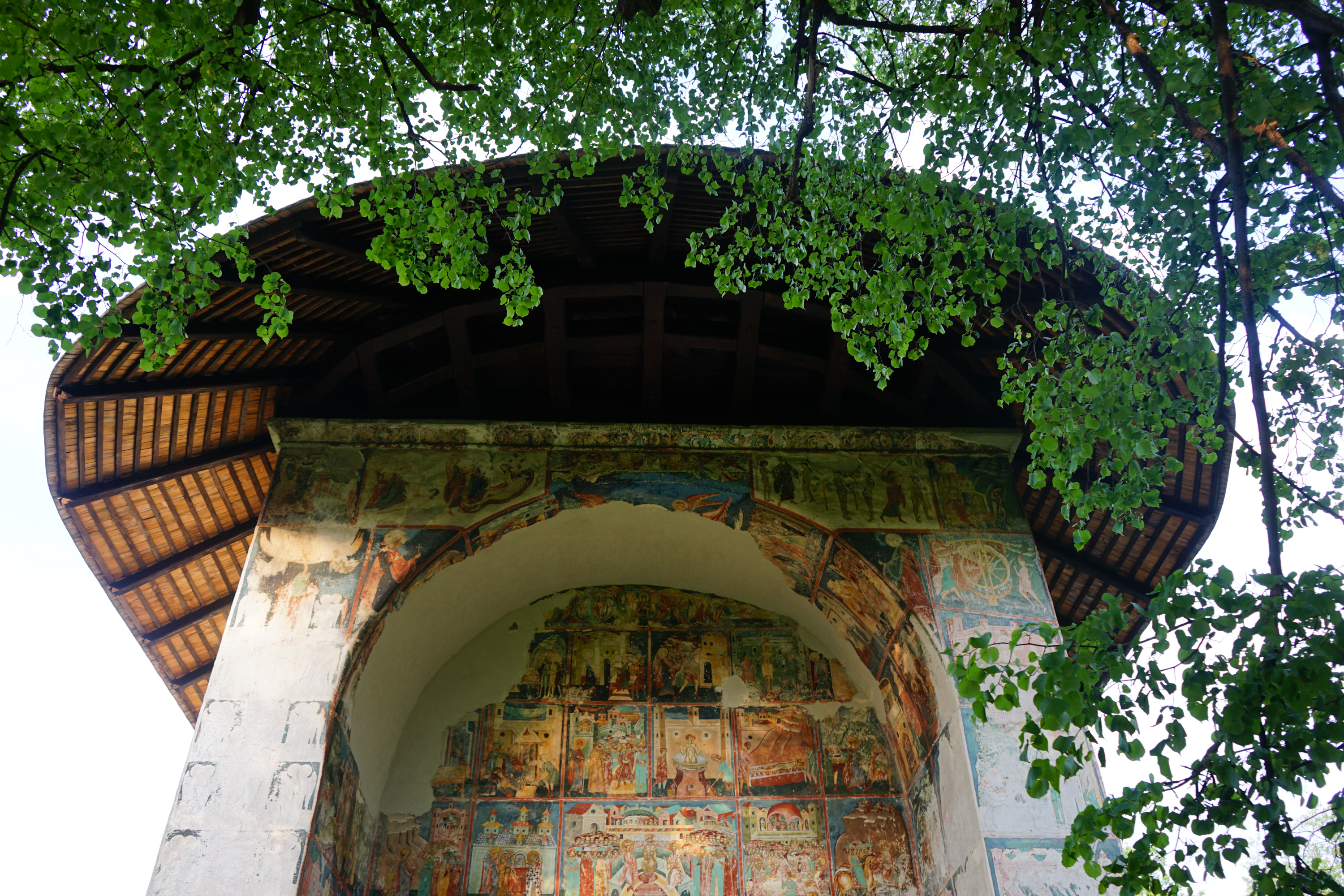
Фрагмент наружной фрески
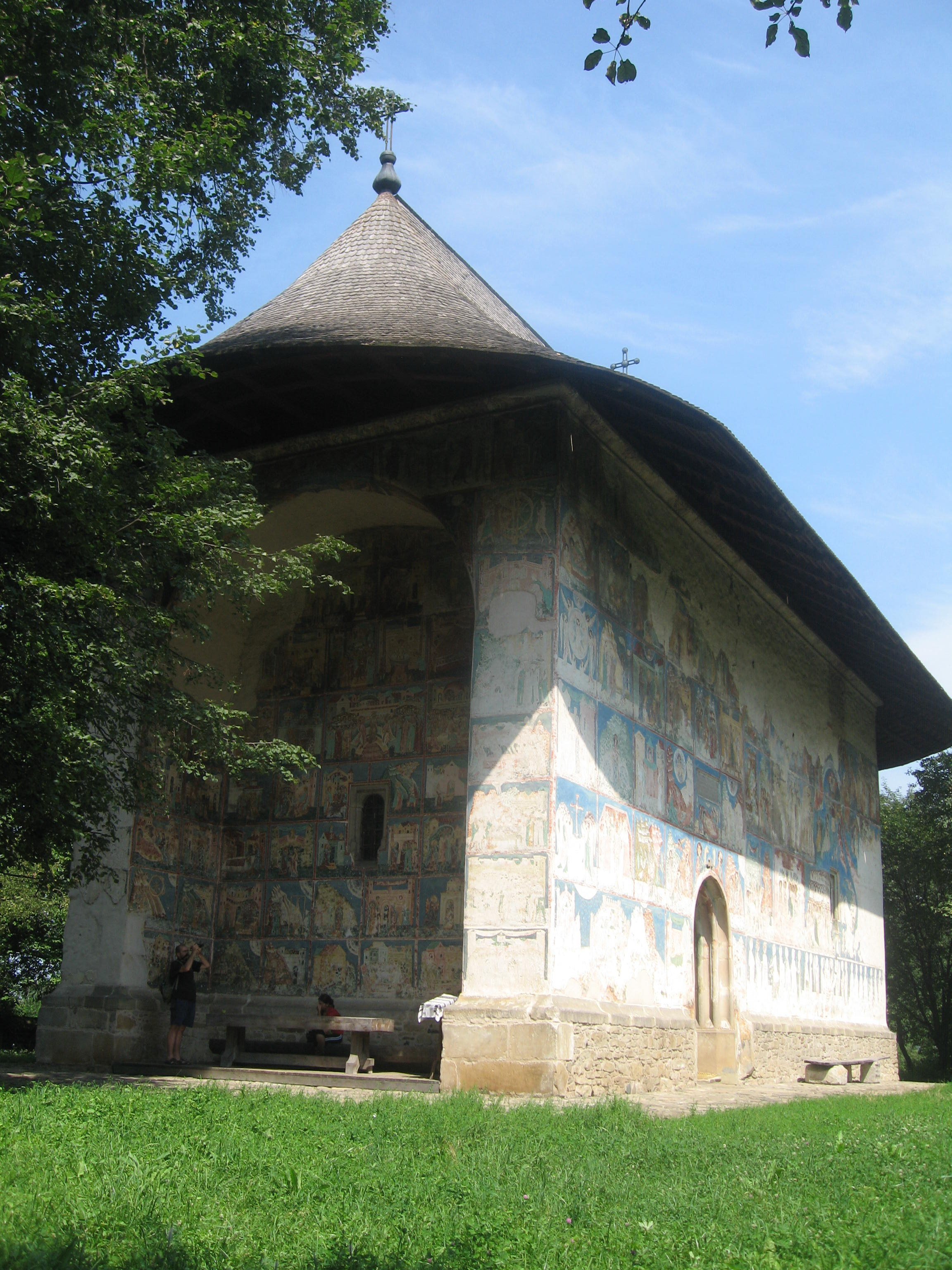
Вид на церковь